# Kingsleya
Kingsleya is een geslacht van kreeftachtigen uit de klasse van de Malacostraca (hogere kreeftachtigen).

## Soorten
- Kingsleya besti Magãlhaes, 1986
- Kingsleya castrensis Pedraza, Martinelli-Filho & Magalhães, 2015
- Kingsleya fossor
- Kingsleya gustavoi Malgahães, 2005
- Kingsleya hewashimi Magalhães & Türkay, 2008
- Kingsleya junki Malgahães, 2003
- Kingsleya latifrons (Randall, 1840)
- Kingsleya siolii (Bott, 1967)
- Kingsleya ytupora Magãlhaes, 1986